# Extreme Rules (2013)
Extreme Rules (2013)  là một sự kiện pay-per-view đấu vật chuyên nghiệp sản xuất bởi WWE, diễn ra vào ngày 19 tháng 5 năm 2013 tại Scottrade Center ở St. Louis, Missouri. Đây là sự kiện Extreme Rules thứ 5, kể từ khi bắt đầu năm 2009.  Có 8 trận đấu được diễn ra và một trận ở pre-show được phát sóng trên YouTube.
Sự kiện nhận được 231.000 lượt mua, giảm so với sự kiện năm ngoái là 263.000.

## Kết quả
| #                                                                                     | Kết quả                                                                                    | Thể loại                                                                                | Thời gian |
| ------------------------------------------------------------------------------------- | ------------------------------------------------------------------------------------------ | --------------------------------------------------------------------------------------- | --------- |
| 1P                                                                                    | The Miz đánh bại Cody Rhodes by submission                                                 | Đấu đơn                                                                                 | 05:25     |
| 2                                                                                     | Chris Jericho đánh bại Fandango (cùng với Summer Rae)                                      | Đấu đơn                                                                                 | 08:34     |
| 3                                                                                     | Dean Ambrose đánh bại Kofi Kingston (c)                                                    | Đấu đơn tranh đai WWE United States Championship                                        | 06:48     |
| 4                                                                                     | Sheamus đánh bại Mark Henry                                                                | Strap match                                                                             | 07:57     |
| 5                                                                                     | Alberto Del Rio (cùng với Ricardo Rodriguez) đánh bại Jack Swagger (cùng với Zeb Colter)   | "I Quit" match to determine the No. một contender to the World Heavyweight Championship | 11:30     |
| 6                                                                                     | The Shield (Roman Reigns và Seth Rollins) đánh bại Team Hell No (Daniel Bryan và Kane) (c) | Tornado tag team match tranh đai WWE Tag Team Championship                              | 07:24     |
| 7                                                                                     | Randy Orton đánh bại Big Show                                                              | Extreme Rules match                                                                     | 13:23     |
| 8                                                                                     | John Cena (c) vs. Ryback ended in a draw                                                   | Last Man Standing match tranh đai WWE Championship                                      | 21:26     |
| 9                                                                                     | Brock Lesnar (cùng với Paul Heyman) đánh bại Triple H                                      | Steel Cage match                                                                        | 20:09     |
| - (c) – chỉ người vô địch bước vào trận đấu - P – chỉ trận đấu diễn ra trong pre-show |                                                                                            |                                                                                         |           |

## Nhân sự trên màn ảnh khác
| Bình luận viên - Jerry Lawler - Michael Cole - John Bradshaw Layfield Bàn Pre-Show - Renee Young - Wade Barrett - Titus O'Neil - Mick Foley | Ring announcer - Justin Roberts - Lilian Garcia Trọng tài - Charles Robinson - Rod Zapata - Darrick Moore - John Cone - Mike Chioda - Ryan Tran - Scott Armstrong |